# Liste der Baudenkmäler in Niederkassel (Düsseldorf)
Die Liste der Baudenkmäler in Niederkassel (Düsseldorf) enthält die denkmalgeschützten Bauwerke auf dem Gebiet von Düsseldorf-Niederkassel, Stadtbezirk 4, in Nordrhein-Westfalen. Diese Baudenkmäler sind in der Denkmalliste der Stadt Düsseldorf eingetragen; Grundlage für die Aufnahme ist das Denkmalschutzgesetz Nordrhein-Westfalen (DSchG NRW).

## Baudenkmäler
| Bild                       | Bezeichnung                                          | Lage                                                 | Beschreibung | Bauzeit                 | Eingetragen seit | Denkmal- nummer |
| -------------------------- | ---------------------------------------------------- | ---------------------------------------------------- | --- | ----------------------- | ---------------- | --------------- |
| weitere Bilder             |                                                      | Alt-Niederkassel 41, 47 (vormals Niederstraße) Karte | | Mitte 19. Jh.           | 28. Juni 1982    | A 150           |
| Kornbrennerei Schmittmann  | Kornbrennerei Schmittmann                            | Alt-Niederkassel 65 Karte                            | 1767 erwarb Johann Wilhelm Maurenbrecher (1742–1784) den Wormshof in Niederkassel bei Düsseldorf und baute ihn als Poststation aus. 1860 verkaufte die Familie das inzwischen „Maurenbrecher Hof“ genannte Anwesen an die in Niederkassel ansässige Kornbrennerei Schmittmann. | Ende 18. Jh.            | 28. Juni 1982    | A 151           |
| Meuser, Im alten Bierhause | Meuser, Im alten Bierhause                           | Alt-Niederkassel 75 Karte                            | Das Haus Alt-Niederkassel 75 gehört zu den ältesten Gebäuden im Ort. Aus der Zeit des Dreißigjährigen Krieges stammen auch nach etlichen Um- und Ausbauten noch immer Teile des vorderen Hauses. Der Name der heutigen Gaststätte „Im alten Bierhause“ geht wahrscheinlich auf die Brauerei der Familie Plenkers zurück. Franz-Wilhelm Meuser (* um 1829) aus Büderich erwarb das Haus Anfang der 1850er Jahre samt Stallungen, Brauerei, Malzküche, Brunnen, Kegelbahn und Obstgarten. Seit 1853 gehört das Bierhaus der Familie Meuser nun in fünfter Generation (Im alten Bierhause – 1853 1884 1921 1966 – Hermann Meuser). | 1641                    | 28. Juni 1982    | A 152           |
| weitere Bilder             |                                                      | Alt-Niederkassel 101 Karte                           | | 1888                    | 28. Juni 1982    | A 153           |
| weitere Bilder             |                                                      | Alt-Niederkassel 107 Karte                           | | Mitte 18. Jh.           | 28. Juni 1982    | A 154           |
| weitere Bilder             |                                                      | Kaiser-Friedrich-Ring 62 Karte                       | | 1927                    | 23. Februar 1982 | A 49            |
| Haus Nakatenus             | Haus Nakatenus                                       | Kaiser-Friedrich-Ring 94 Karte                       | Architekt: Bernhard Pfau | 1954                    | 15. Januar 2004  | A 1538          |
| weitere Bilder             | Städt. Katholische Grundschule Niederkasseler Straße | Niederkasseler Straße 36 Karte                       | Weißes Haus (Abb. Hofseite), Pläne und Ausführung Heinrich Johann Freyse | 1844–1845, Ende 19. Jh. | 31. März 1989    | A 1180          |
| weitere Bilder             | Brauhaus Joh. Albrecht, Stammhaus Schmittmann.       | Niederkasseler Straße 104 Karte                      | | 1818                    | 20. Juni 1984    | A 640           |